# 15 Pułk SS-Totenkopf
15 Pułk SS-Totenkopf (niem. 15. SS-Totenkopfstandarte albo SS-Totenkopfstandarte 15) – jeden z pułków wchodzących w skład SS-Totenkopfverbände (potocznie oddziałów trupich główek).
Sformowany w Płocku na mocy rozkazu z 11 listopada 1939. 10 października 1940 przeniesiony do Łodzi (Litzmannstadt). Rozformowany 1 września 1942.

## Dowódcy
- SS-Standartenführer Karl Hermann
- SS-Standartenführer Fritz von Paris
- SS-Stubaf. Albert Doerheit